# Relaciones Afganistán-Noruega
Las relaciones Afganistán-Noruega son las relaciones exteriores entre Afganistán y Noruega.
Afganistán tiene una embajada en Oslo. Noruega tiene una embajada en Kabul.

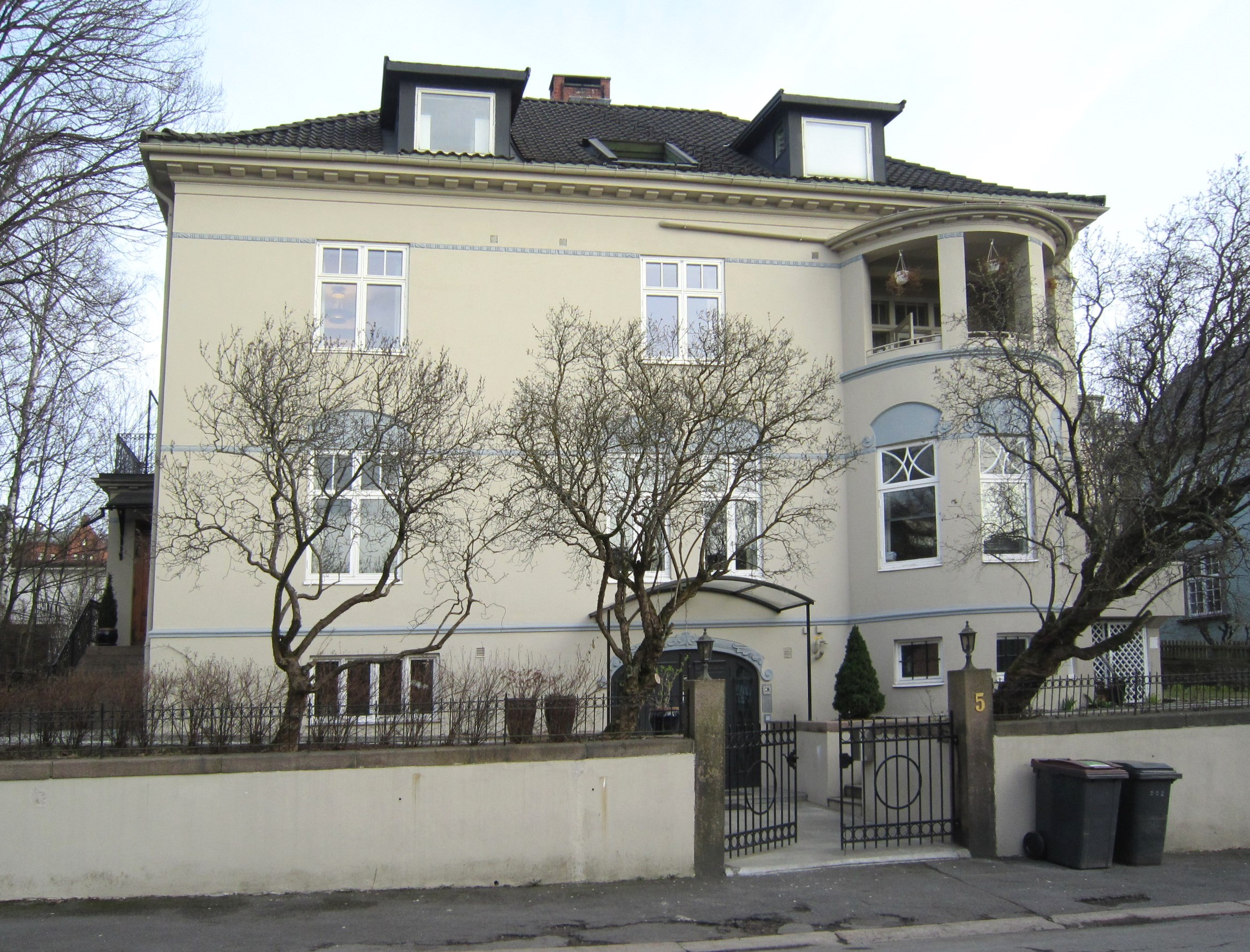
La embajada afgana en Oslo, Noruega

Hay 10.475 personas afganas viviendo en Noruega. El Ministerio de Relaciones Exteriores desalienta a la gente a viajar a Afganistán. Noruega participó en la Fuerza Internacional de Asistencia para la Seguridad y continúa participando en la Misión de Apoyo Resoluto en la Guerra de Afganistán.